# 巴西水珍魚
巴西水珍魚，為輻鰭魚綱水珍魚目水珍魚科的其中一種，為亞熱帶海水魚，分布於西南大西洋巴西海域，體長可達13公分，棲息在中層水域的大陸棚及大陸坡，生活習性不明。

## 扩展阅读
維基物種上的相關：巴西水珍魚